# Dionísio, o Sábio

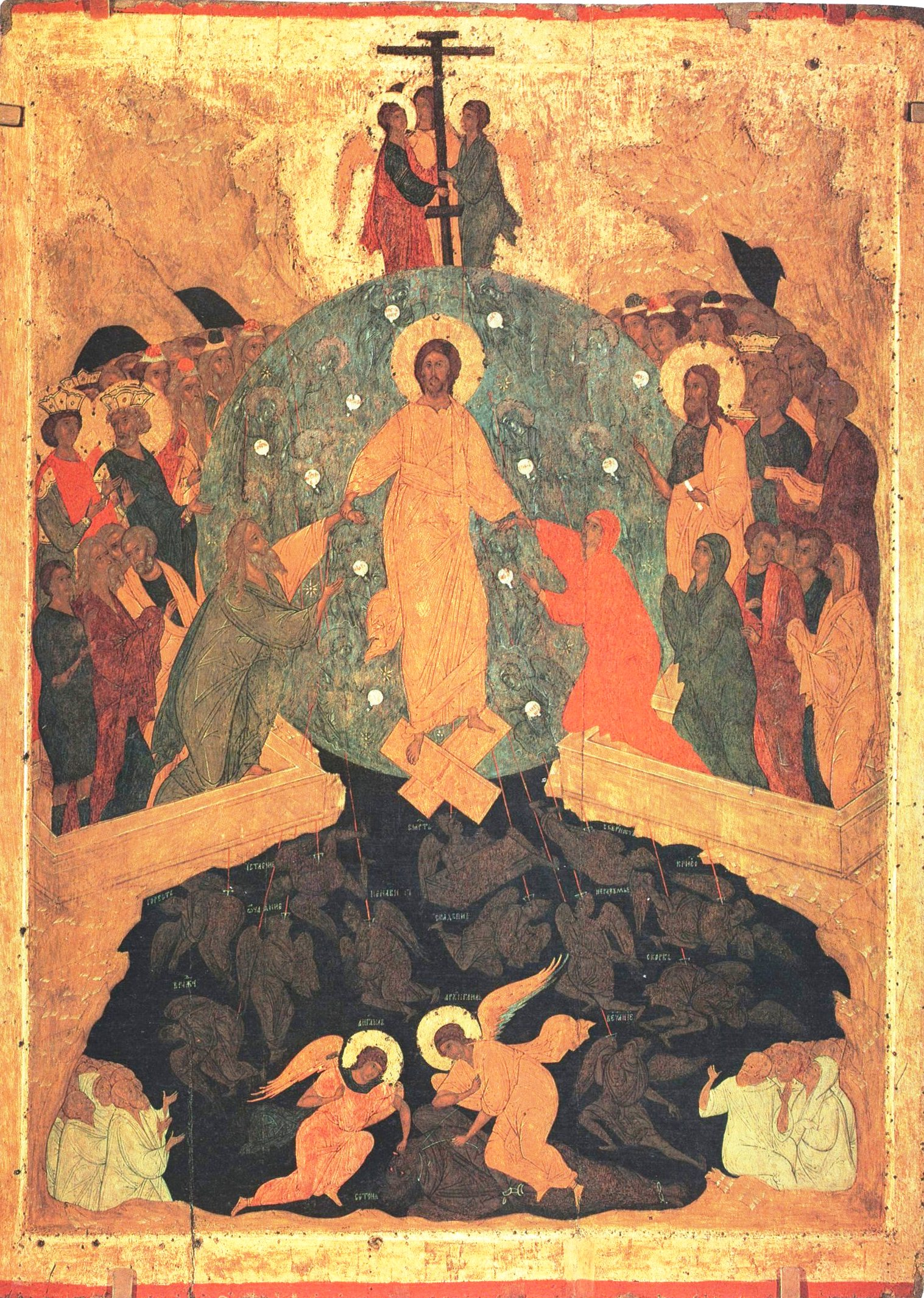
Ícone representando a Descida de Cristo ao Inferno

Dionísio, o Sábio (em russo:  Дионисий Мудрый; ca. 1440 — 1502 ou 1508) foi considerado o principal membro da escola de pintores de ícones de Moscou na virada do século XV ao XVI. Seu estilo de pintura é às vezes chamado de Maneirismo Moscovita. 
Sua primeira encomenda importante foi uma série de ícones para a Catedral da Assunção, no Kremlin, em 1481. Sua obra mais preservada são os afrescos no Monastério Ferapontov, no Oblast de Vologda, na Rússia. 
Seus trabalhos foram executados com seus filhos e discípulos, que continuaram a tradição de Dionísio após a morte do mestre. 